# Malcolm Jeng
Malcolm Jeng, né le 9 mars 2005 en Suède, est un footballeur suédois qui évolue au poste de défenseur central au Stade de Reims.

## Biographie

### En club
Né en Suède, Malcolm Jeng est formé par l'IK Sirius. Il joue son premier match en professionnel avec ce club, le 29 avril 2023, lors d'une rencontre d'Allsvenskan, l'élite du football suédois, face à l'AIK Solna. Il entre en jeu et les deux équipes se neutralisent (0-0 score final),.
Le 17 juillet 2023, Jeng prolonge son contrat avec l'IK Sirius pour une durée de cinq ans, soit jusqu'en juin 2028.
Le 12 janvier 2025, lors du mercato hivernal, Malcolm Jeng rejoint la France en signant en faveur du Stade de Reims.

### En sélection
Malcolm Jeng représente l'équipe de Suède des moins de 18 ans, jouant un seul match, le 15 juin 2023 face au Pays de Galles. Il est titularisé et son équipe s'impose par un but à zéro.

## Palmarès
Il est finaliste de la Coupe de France en 2025 avec le Stade de Reims.